# Празно множество
Празно множество е термин в математиката, използван за множество, което не съдържа нито един елемент.

## Записване
Обикновено за празното множество се използват символите „{\displaystyle \{\}}“, „Ø“ и „{\displaystyle \emptyset }“. Символът ∅ е предложен от групата френски математици Никола Бурбаки (по-специално от Андре Вейл) през 1939 г. Символът наподобява буквата ∅, която се среща в норвежката, датската и фарьорската азбуки. (Няма общо с гръцката буква Φ 'фи'). В миналото се е ползвала цифрата нула „{\displaystyle 0}“ за отбелязване на празно множество, но сега това се счита за неправилно.
Символът ∅ е под номер U+2205 в Unicode.

## Свойства
- Празното множество е подмножество на всяко множество:

{\displaystyle \varnothing \subseteq A}
- Множество, обединено с празното множество, не се променя:

{\displaystyle \varnothing \cup A=A}
- Сечението на всяко множество с празното множество е празно множество:

{\displaystyle \varnothing \cap A=\varnothing }
- Декартовият продукт на множество с празното множество е празно множество:

{\displaystyle \varnothing \times A=\varnothing }
- Единственото подмножество на празното множество е празното множество:

{\displaystyle A\subseteq \varnothing \Rightarrow A=\varnothing }
- От това следва, че степенното множество на празното множество съдържа само един елемент – а именно – самото празно множество:

{\displaystyle {\mathcal {P}}(\varnothing )=\left\{\varnothing \right\}}
- Съществува x от A, така че... е грешно твърдение за празното множество